# Dorothea Binz

Dorothea Binz (Verurteilung 1947)

Dorothea Binz (genannt „Theodora“; * 16. März 1920 in Düsterlake, Kreis Templin; † 2. Mai 1947 in Hameln) war eine deutsche Aufseherin im Konzentrationslager Ravensbrück, zuletzt in Funktion der stellvertretenden Oberaufseherin.

## Leben
Dorothea Binz wurde bei Groß-Dölln (Forsthaus Düsterlake) als zweite Tochter geboren. Ihr Vater war Revierförstergehilfe, die Mutter Tochter eines Gärtnereibesitzers. Die Familie zog am 1. Juli 1924 nach Friedrichsfelde bei Joachimsthal, wo der Vater Walter Binz eine Försterei übernahm und eine dritte Tochter zur Welt kam. Nach der Pensionierung des Vaters zog die Familie am 1. Dezember 1933 nach Alt-Globsow in die Nähe von Fürstenberg/Havel. Dorothea Binz besuchte die Volks- und Oberschule sowie das Oberlyzeum.
Wie aus ihren Aussagen im Hamburger Ravensbrück-Prozess hervorgeht, machte sie danach eine Ausbildung zur Köchin. Am 26. August 1939 bewarb sie sich 19-jährig im KZ Ravensbrück um eine entsprechende Stelle als Küchenleiterin im KZ – angeblich, um damit einer Zwangsverpflichtung zur Fabrikarbeit zu entgehen. Da diese Stelle jedoch bereits vergeben gewesen war, sei sie als KZ-Aufseherin eingestellt worden.
Im Prozess sagte sie aus, „ein ganzes Jahr unter anderen Aufseherinnen in Außenkommandos“ gearbeitet zu haben. Dem Kontrollbuch der Torwache des KZ ist zu entnehmen, dass sie schon im Oktober und November 1939 alleine zehn weibliche Gefangene beim Holzsägen und -fahren bewachte. Bis Mai 1940 beaufsichtigte sie außerdem Gefangene beim Kokstragen, Ziegelabladen, Schuttfahren, Strohsäckeausladen, Bodenreinigen, bei Arbeiten in der Bauleitung, der Gärtnerei und im Personalbau. Im August oder September 1940 wurde sie zur stellvertretenden Leiterin des Zellenbaus befördert und war zusammen mit ihrer Vorgesetzten Maria Mandl für die Ausführung der Prügelstrafe zuständig.
Binz beantragte am 7. März 1941 die Aufnahme in die NSDAP und wurde zum 1. April desselben Jahres aufgenommen (Mitgliedsnummer 8.920.922).
Mit der Beförderung von Mandl zur Oberaufseherin im April 1942 rückte Binz zur Leiterin des Zellenbaus auf. Im Februar 1944 wurde sie offiziell zur stellvertretenden Oberaufseherin ernannt. Tatsächlich übernahm sie jedoch schon am 3. Juli 1943 kommissarisch die Dienstgeschäfte der Oberaufseherin und leitete gemeinsam mit der Arbeitsdienstführerin Ida Schreiter das Frauenlager. Ab dem 20. Januar 1945 trat sie einen Urlaub an.
Nach dem Krieg wurde sie am 23. Mai 1945 vom US-amerikanischen Militär in Schweinfurt verhaftet und in Hersbruck interniert. Spätestens im August 1946 wurde sie in das britische Internierungslager Staumühle bei Paderborn überstellt.
Vom 5. Dezember 1946 bis zum 3. Februar 1947 musste sich Binz zusammen mit 15 weiteren Angeklagten im ersten britischen Ravensbrück-Prozess in Hamburg verantworten. Alle Angeklagte waren der gemeinschaftlichen Verantwortung für und der Mitwirkung an den im KZ Ravensbrück verübten Verbrechen, insbesondere die Tötung und Misshandlung alliierter Staatsangehöriger, beschuldigt. Binz gab zu, Häftlinge misshandelt zu haben.
Ihr Urteil vom 3. Februar 1947 lautete auf „Tod durch den Strang“. Ein Gnadengesuch ihres Rechtsanwalts wurde abgelehnt und das Urteil am 31. März des Jahres bestätigt. Binz versuchte sich in der Folge selbst zu töten, was jedoch verhindert wurde. Ihre Hinrichtung wurde am 2. Mai 1947 morgens um 9:01 Uhr im Zuchthaus Hameln durch den englischen Henker Albert Pierrepoint vollzogen.